# Marian Senger

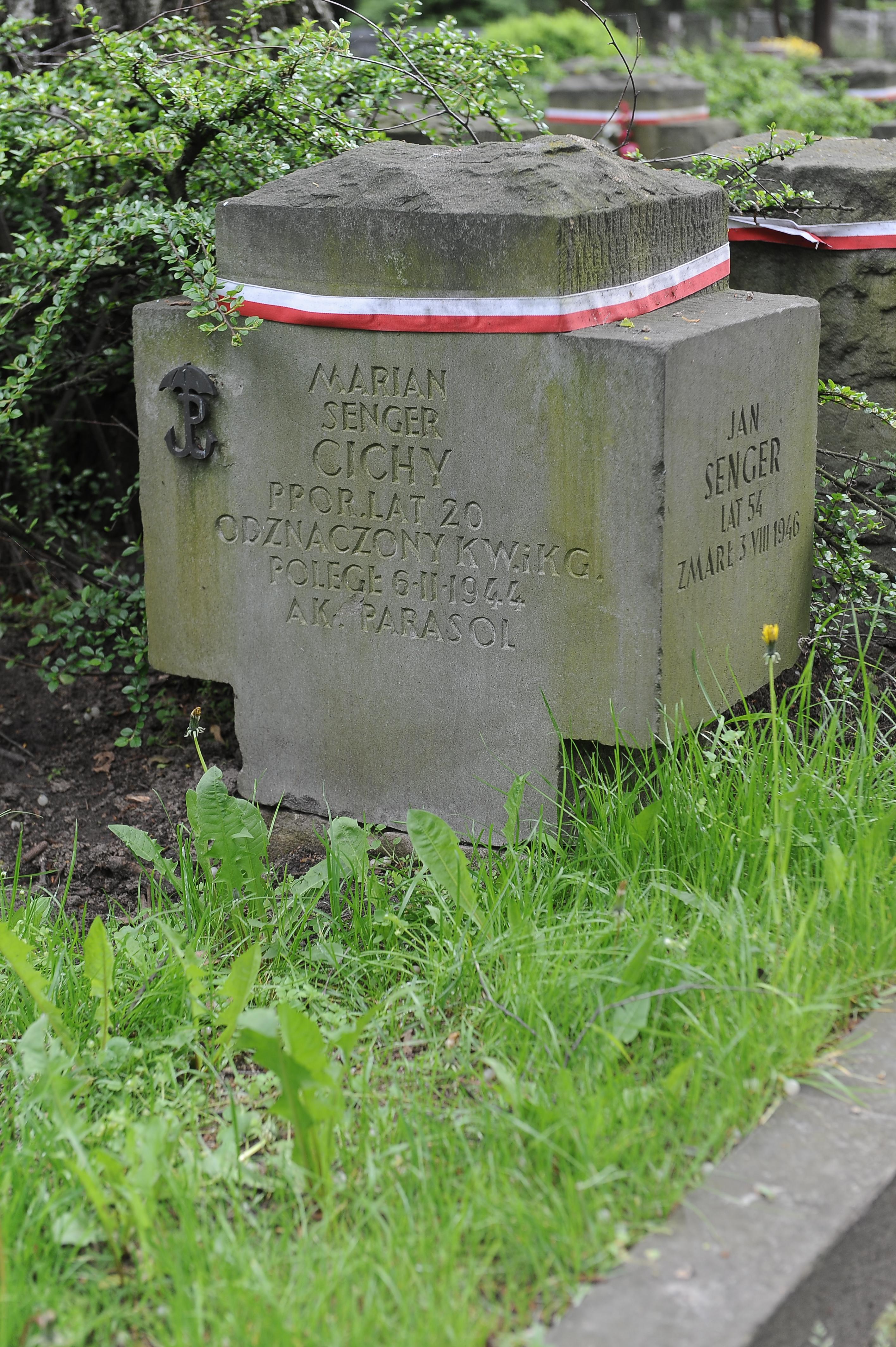
Grób Mariana Sengera „Cichego” na warszawskim Cmentarzu Wojskowym na Powązkach

Marian Senger ps. „Cichy” (ur. 29 listopada 1923 w Poznaniu, zm. 6 lutego 1944 w Warszawie) – harcerz, żołnierz oddziału dywersji bojowej „Agat” Armii Krajowej, uczestnik akcji Kutschera.

## Życiorys
Urodzony w Poznaniu, wychowywał się w Warszawie. Uczeń Gimnazjum i Liceum im. Ks. Józefa Poniatowskiego.
Podczas okupacji niemieckiej działał w polskim podziemiu zbrojnym. Od 1940 należał do żoliborskiego PET-u. Wrażliwy i spokojny, dał się poznać jako solidny kolega. Po włączeniu PET-u do Szarych Szeregów, znalazł się w Hufcu Centrum CR-500 Warszawskich Grup Szturmowych. Od 1 sierpnia 1943 członek 1. plutonu kompanii „Agat”.
1 lutego 1944 brał udział w zamachu na Franza Kutscherę, gdzie wchodził w skład ubezpieczenia. 
Po akcji nie został przyjęty w Szpitalu Maltańskim i został przewieziony wraz z ciężko rannym dowódcą Bronisławem Pietraszewiczem „Lotem” do praskiego Szpitala Przemienienia Pańskiego. Z powodu denuncjacji rannych przez granatowego policjanta po przeprowadzonej operacji, tego samego dnia po południu został przewieziony wraz z „Lotem” z powrotem do lewobrzeżnej części miasta, gdzie ostatecznie trafił do Szpitala Maltańskiego. Pomimo przeprowadzonych tam transfuzji, zmarł 6 lutego. 
Został pochowany 9 lutego 1944 na warszawskim Cmentarzu Wojskowym na Powązkach (kw. 24A rz. 7 m. 12). 
Za udział w akcji rozkazem nr 267/BP z dnia 25 marca 1944 został odznaczony pośmiertnie przez Komendanta Głównego Armii Krajowej Krzyżem Walecznych. 
Uchwałą Krajowej Rady Narodowej z 6 września 1946 został odznaczony Krzyżem Walecznych po raz drugi. W 1947 otrzymał także Krzyż Grunwaldu III klasy.

## Upamiętnienie
- W grudniu 1990 imię Mariana Sengera „Cichego” nadano jednej z ulic na warszawskim Ursynowie[8].
- Nazwisko Mariana Sengera widnieje na tablicy umieszczonej na kamieniu pamiątkowym znajdującym się w miejscu akcji Kutschera w Alejach Ujazdowskich 23[9].